# Личная жизнь (фильм)
«Личная жизнь» — советский чёрно-белый широкоэкранный художественный фильм, снятый в 1974 году режиссёром Владимиром Довганем на киностудии имени Александра Довженко.
Премьера фильма состоялась 2 декабря 1974 года. Фильм посмотрели 11,5 млн зрителей.

## Сюжет
Директор завода Степан Коваль влюбляется в крановщицу Веру после личной трагедии. Вере приходится бороться с бывшим мужем, который пытается вернуть её. Степан отправляется на поиски Веры.

## В ролях
- Ирина Лаврентьева — Вера
- Александр Январёв — Николай
- Станислав Ландграф — Одинец
- Эдуард Кошман — Спешнев
- Юрий Соколов — Околичный
- Нина Ильина — Лиза
- Наталия Маркина — Зоя
- Анатолий Шаляпин — Семён

## Съёмочная группа
- Режиссёр: Владимир Довгань
- Сценаристы: Иосиф Герасимов, Владимир Довгань
- Оператор: Владимир Давыдов
- Художник: Анатолий Добролежа
- Звукорежиссёр: Юрий Горецкий
- Композитор: Мирослав Скорик